# فرد كوك
فرد كوك هو سياسي كندي، ولد في 1858 في ليدز في المملكة المتحدة، وتوفي في 16 يوليو 1943 في أوتاوا في كندا. انتخب عمدة أوتاوا ‏ (1902 – 1903).